# Про бегемота на ім'я Ну-й-нехай
«Про бегемота на ім'я Ну-й-нехай» (рос. Про бегемота по имени Ну-и-пусть) — радянський ляльковий фільм 1986 року Творчого об'єднання художньої мультиплікації студії Київнаукфільм, режисер — Валентина Костилєва.

## Сюжет
Історія одного бегемота, який на всі запитання завжди відповідав фразою "Ну-й-нехай!". Але одного разу крокодил, поставивши за мету розбудити незворушного бегемота, вирішив випити всю воду з річки, в якій той жив!

## Над фільмом працювали
- Автор сценарію: Л. Карпатська;
- Кінорежисер: Валентина Костилєва;
- Художник-постановник: Наталія Горбунова;
- Композитор: Олег Ківа;
- Кінооператор: Василь Кордун;
- Звукооператор: Ізраїль Мойжес;
- Мультиплікатори: Жан Таран, Анатолій Трифонов, Елеонора Лисицька, Костянтин Баранов;
- Ляльки та декорації виготовили: Анатолій Радченко, В. Яковенко, Вадим Гахун, Яків Горбаченко, О. Кульчицький, В. Воскобойник, Г. Свєчніков;
- Асистенти: Н. Дорошенко, Олександр Ніколаєнко, Яків Петрушанський, С. Гриньова;
- Монтаж: О. Деряжна;
- Редактор: Світлана Куценко;
- Директор знімальної групи: Н. Литвиненко.